# Riserva naturale di De Hoop
La riserva naturale di De Hoop è un'area protetta situata 250 km ad est di Città del Capo e 60 km a sud-ovest di Swellendam, tra Bredasdorp e Witsand, ed è la riserva naturale più meridionale dell'Africa. Appartiene alla Regione floristica del Capo e fa parte, dal 2004, del patrimonio dell'umanità dell'UNESCO. Si trova su un tratto di costa caratterizzato da estese dune di sabbia bianca nella parte occidentale e da baie rocciose incorniciate da scogliere in quella orientale. L'area protetta è gestita da CapeNature.

## Storia
Nel 1956 il governo sudafricano acquistò alcune fattorie private nella regione e l'anno successivo venne istituita la riserva naturale, che prese il nome dalla fattoria De Hoop. A seguito di ulteriori ingrandimenti negli anni seguenti, la riserva crebbe fino a coprire una superficie di 35 000 ha. Essa ha uno sviluppo costiero che si estende per 45 km e dal 1986 ad essa si sono aggiunti i 23 000 ha dalla riserva marina di De Hoop, un'estensione del parco che comprende le acque marine fino ad una distanza di cinque chilometri dalla costa.
Il clima è mediterraneo, con estati calde e inverni miti. La piovosità annuale è di circa 380 mm; agosto è il mese più piovoso.

## Flora e fauna
Scopo principale della riserva è quello di garantire protezione alla variegata vegetazione del fynbos e alla zona umida di De Hoop Vlei. All'interno dell'area protetta si trovano 1 500 specie di piante, 108 delle quali molto rare o in via di estinzione e 34 endemiche.
Oltre alla flora, trovano qui protezione 89 specie di mammiferi (tra cui la zebra di montagna, l'antilope alcina, l'alcelafo e il bontebok), 250 specie di uccelli, 14 specie di anfibi e 50 specie di rettili.

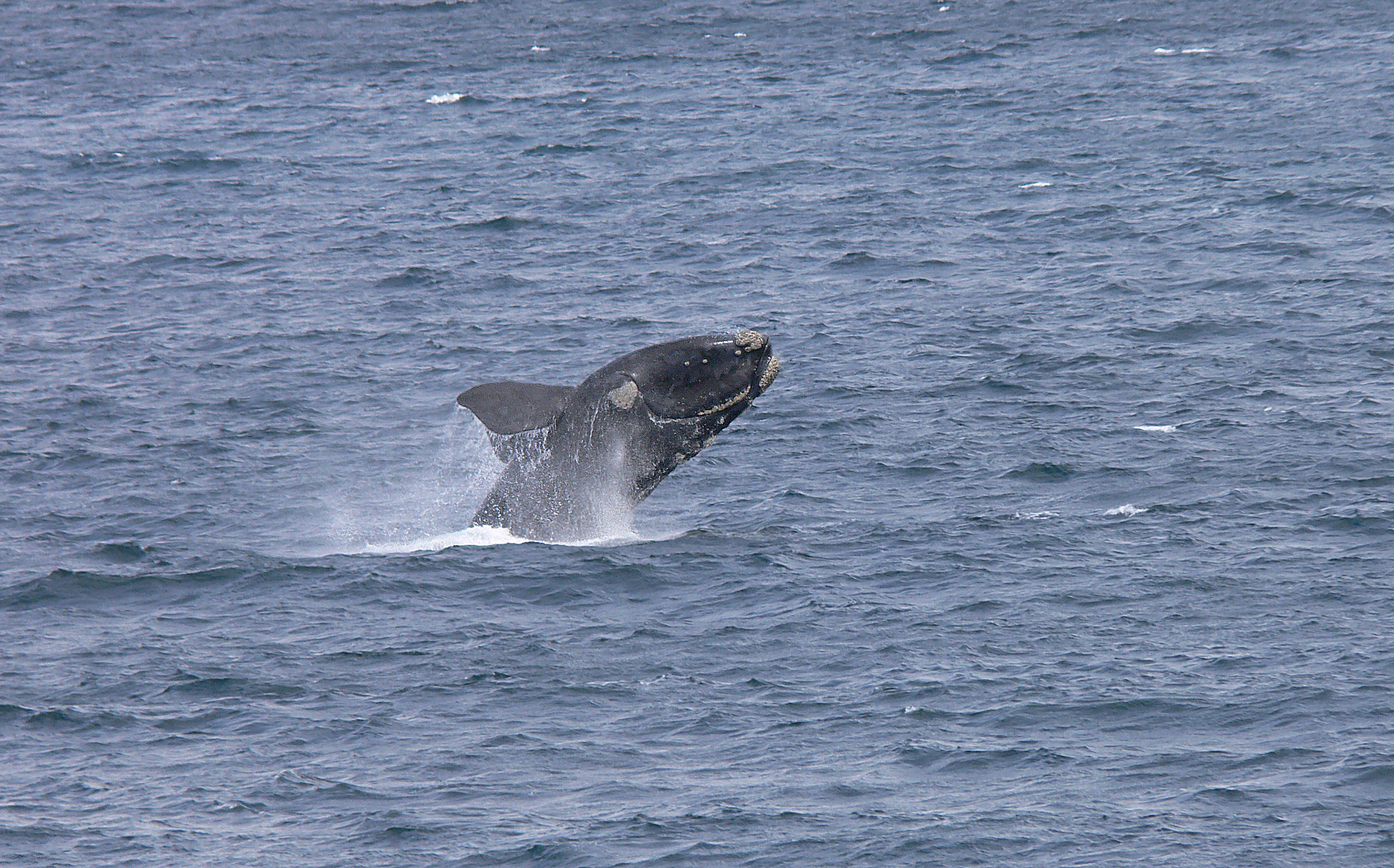
Balena franca australe
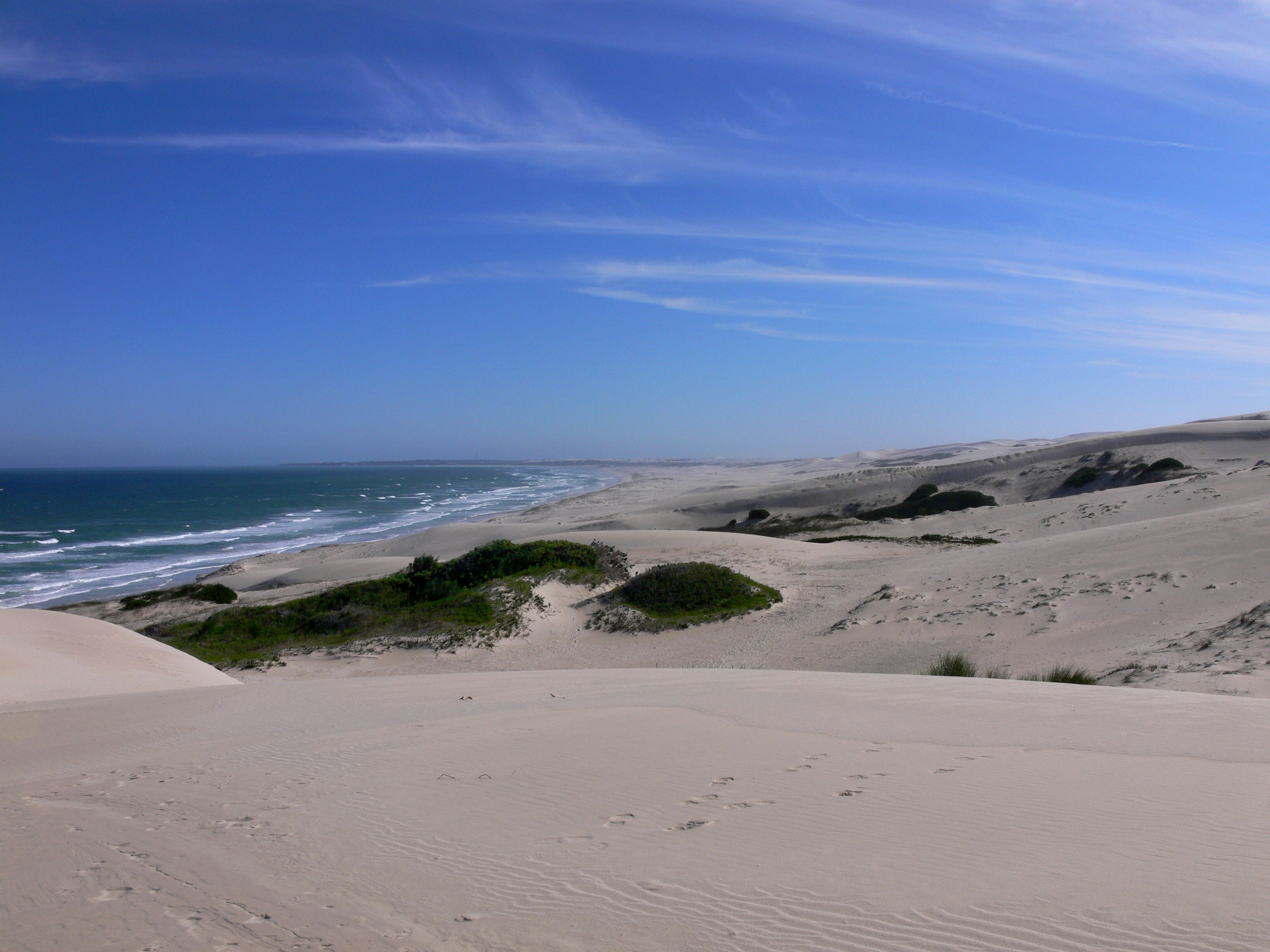
Le dune della riserva
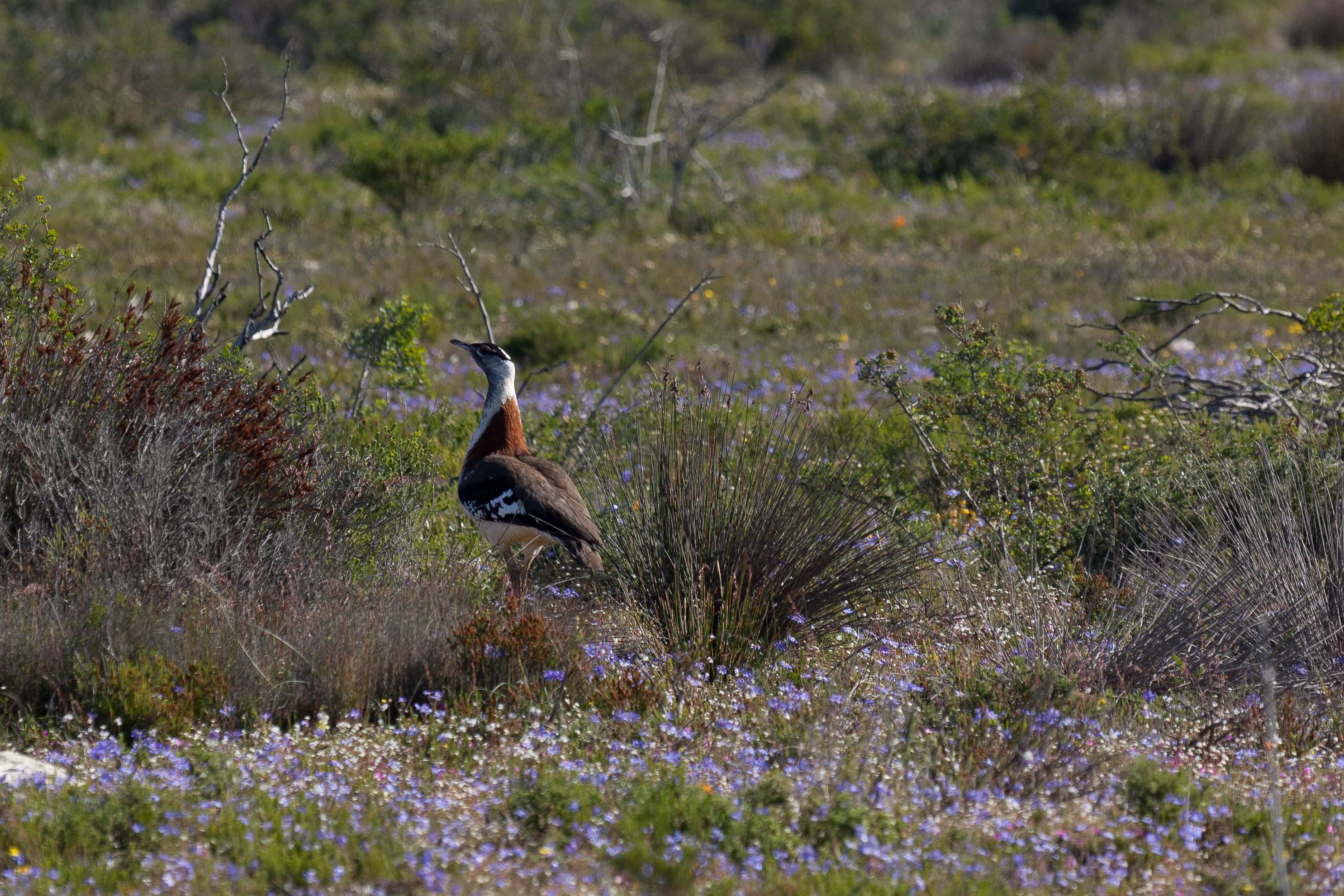
Otarda di Ludwig
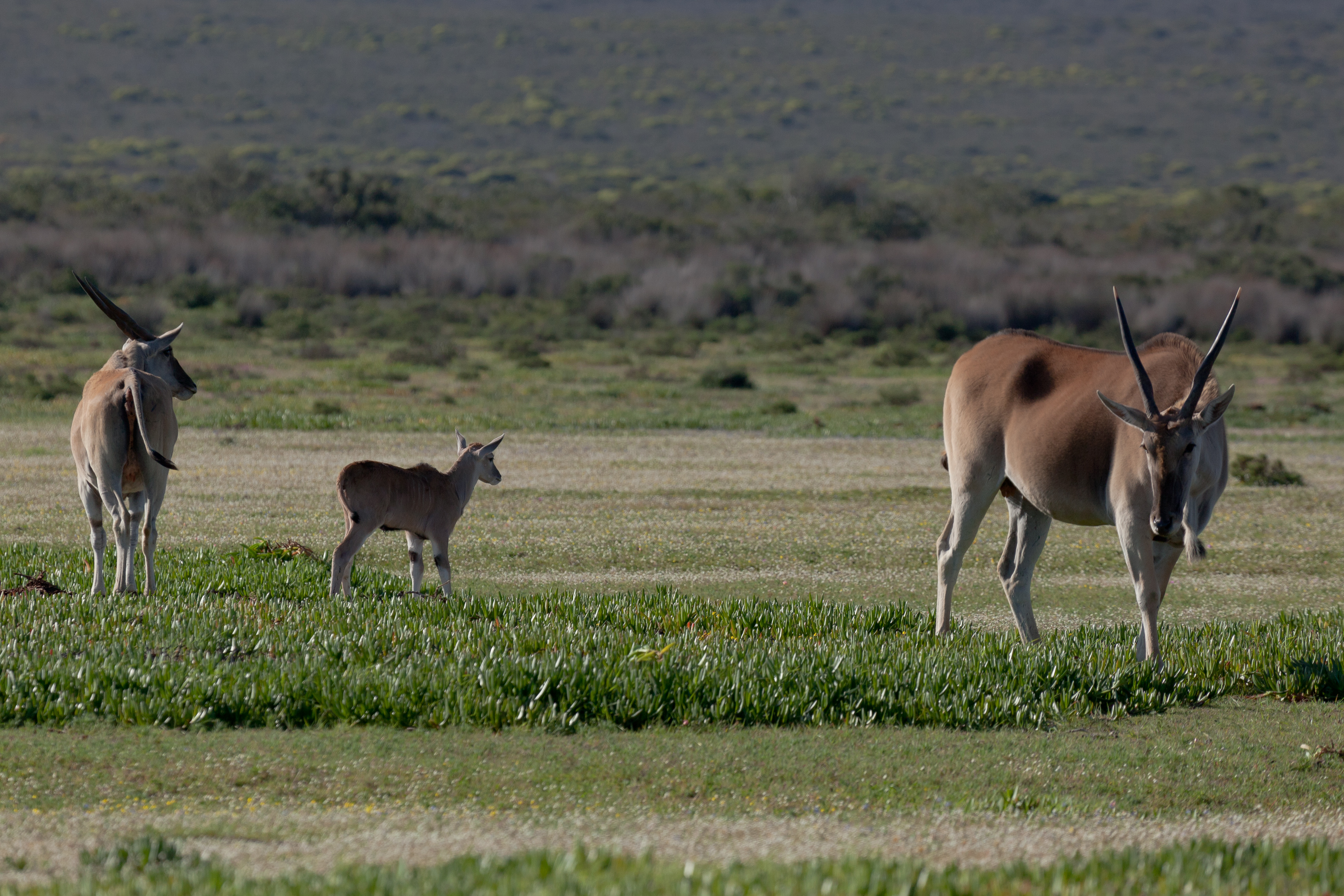
Antilopi alcine con il piccolo

Nella parte occidentale della riserva si trova una delle più grandi lagune d'acqua salmastra dell'Africa meridionale, il De Hoop Vlei, dove trovano rifugio e cibo migliaia di uccelli acquatici, il cui numero e varietà di specie dipendono dalle stagioni e dalla profondità dell'acqua. Qui si possono vedere fenicotteri, aironi, anatre, folaghe cornute, oche egiziane, pivieri, piovanelli e due specie in pericolo di estinzione, la beccaccia di mare africana e la sterna del Damara. Il De Hoop Vlei è stato designato zona umida protetta secondo la Convenzione di Ramsar.
Nella regione di Potberg, nel nord-est della riserva, si trova l'unica colonia riproduttiva di grifoni del Capo rimasta nel Capo Occidentale. Nel 1982 c'erano solo 20 coppie nidificanti, ma grazie alle consistenti misure protettive il numero è nuovamente risalito a 75 coppie.
In primavera è possibile osservare branchi di balene franche australi direttamente dalle dune della riserva, in quanto questa costa costituisce una zona di accoppiamento e di riproduzione per questa specie di balena.
Lungo la costa, le creste di alte dune bianche si estendono per chilometri, prima di cedere il posto alle pozze di marea rocciose di Koppie Alleen, un punto panoramico utilizzato come punto di osservazione delle balene.
Attraverso l'area protetta si snoda un sentiero di undici chilometri, dal quale si dipartono alcune ramificazioni. Data l'assenza di grandi predatori, è possibile esplorare l'intera area a piedi - anche durante escursioni di più giorni.